# یاماتای
یاماتای (به ژاپنی: 邪馬台国 Yamatai)، (حدود قرن یکم - حدود قرن سوم) نام چینی-ژاپنی کشوری باستانی در وا (ژاپن) در اواخر دوره یایویی بود.
قدیمی‌ترین گزارش‌های یاماتایی در سلسله رسمی چینی بیست و چهار تاریخ برای قرن اول و دوم دودمان هان، قرن سوم سائو وی و قرن ششم یافت می‌شود. قرن دودمان سوئی.